# Miconia celaquensis
Miconia celaquensis är en tvåhjärtbladig växtart som beskrevs av Frank Almeda. Miconia celaquensis ingår i släktet Miconia och familjen Melastomataceae.
Artens utbredningsområde är Honduras. Inga underarter finns listade i Catalogue of Life.